# Agathophiona fulvicornis
Agathophiona fulvicornis är en stekelart som beskrevs av John Obadiah Westwood 1882. Agathophiona fulvicornis ingår i släktet Agathophiona och familjen brokparasitsteklar. Inga underarter finns listade i Catalogue of Life.